# Snap Spectacles
Snap Spectacles sind Sonnenbrillen der amerikanischen Firma Snap. Sie sind die erste Hardware-Erweiterung der Social-Media-App Snapchat.

## Produkt

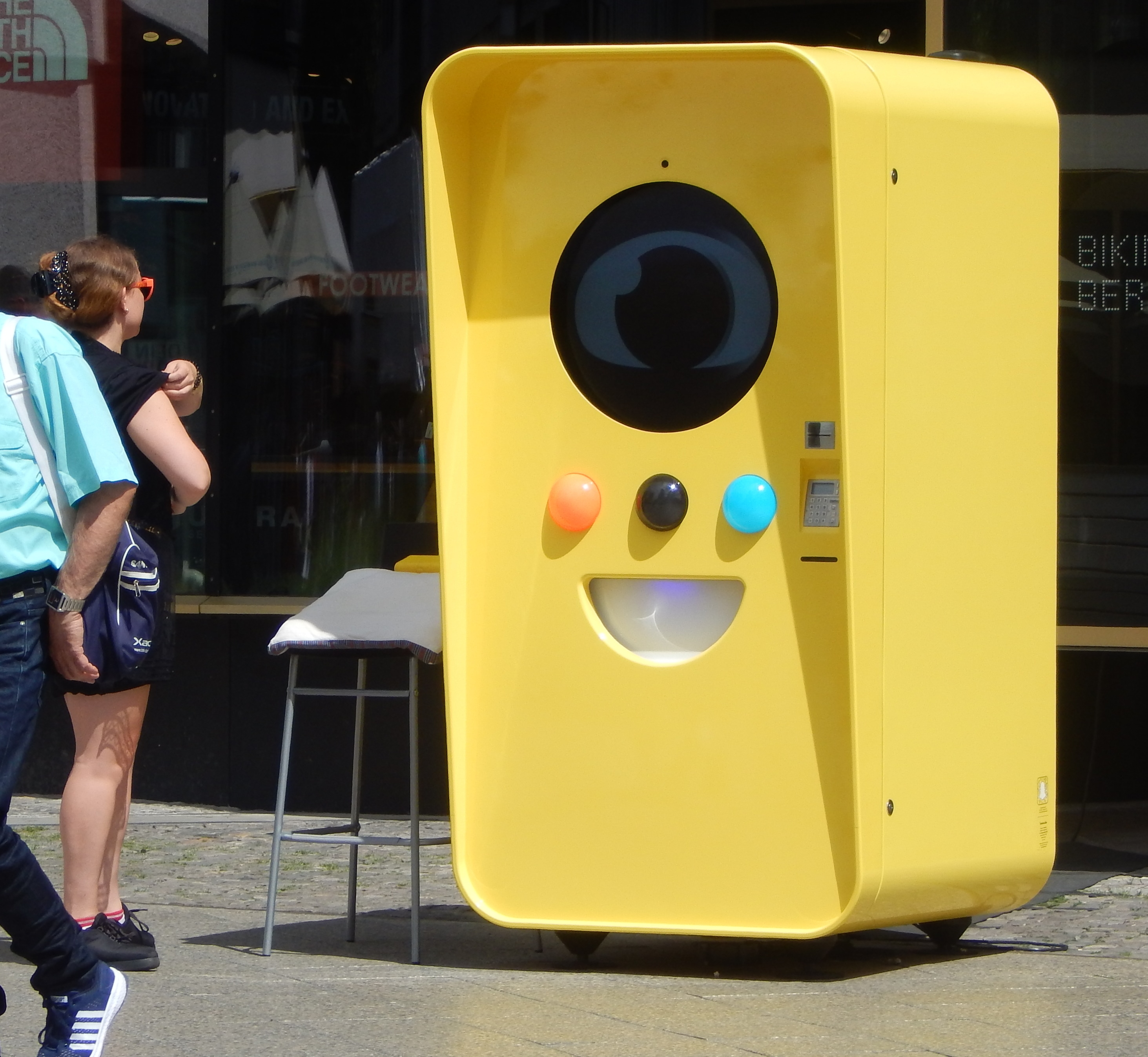
Verkaufsautomat für Snap Spectacles in Berlin

Snap (vormals Snapchat) hat im September 2016 eine Sonnenbrille mit eingebauter Kamera vorgestellt. Snap greift damit das ursprüngliche Konzept des Projekts Aura der Firma Google auf, dessen Google Glass jedoch eingestellt wurde. Allerdings sind Snap Spectacles deutlich günstiger. Im Herbst 2016 war die Brille Spectacles in den USA zum Preis von 129 Dollar zu kaufen. Für den Verkaufsstart hat Snap dabei auf eine neue Art der Verteilung gesetzt: Die Brillen wurden ausschließlich über Verkaufsautomaten an wechselnden Orten vertrieben. Seit Juni 2017 werden Snap Spectacles auch in Europa verkauft. Sie sind online sowie über Verkaufsautomaten in einigen europäischen Großstädten erhältlich.

### Technische Daten Spectacles 3
Spectacles 3 verfügen über zwei HD-Kameras mit einer Fotoauflösung von 1728 × 1728 px. Zur Tonaufzeichnung ist ein Array aus 4 Mikrofonen verbaut. Die Brille hat einen 4 GB großen Flash-Speicher.

### Technische Daten Spectacles 4
Snap hat eine Augmented-Reality-Brille als Nachfolger für die Version 3 vorgestellt, die nicht zum Kauf angeboten wird (Stand November 2022). Die Spectacles 4 besitzt ein Display und blendet damit virtuelle Objekte in einen eingeschränkten Teil des Blickfelds ein. Sie ist mit vier Kameras ausgestattet und wiegt 134 g.

## Nutzung
Um ein Video aufzuzeichnen, muss lediglich ein Knopf an der Brille betätigt werden. Anschließend startet die Aufnahme für 10 Sekunden. Der Blickwinkel der Snap Spectacles soll dem menschlichen Sehen entsprechen. Ein Leuchten an der Brille signalisiert die Aufzeichnung. Anschließend wird das Video über eine WLAN-Verbindung oder Bluetooth an das Smartphone geschickt und dort über die App Snapchat veröffentlicht. Um eine Brille mit einer Snapchat-App zu synchronisieren, muss der Nutzer einen persönlichen Strichcode (genannt Snapcode) innerhalb der App mit der Brille filmen.
Solche Kurzvideos sind bei den Nutzern der Snapchat-App sehr beliebt. Derzeit geht das Unternehmen davon aus, dass ein Nutzer ohne Snap Spectacles bis zu 45 Sekunden benötigt, um alle technischen Hürden zu bewältigen und einen besonderen Moment per Snapchat-App als Videosequenz festzuhalten. Die neue Sonnenbrille soll den Prozess vereinfachen und beschleunigen und somit die Videonutzung innerhalb der App stärken. Um einer unerkannten Aufnahme entgegenzuwirken, wird bei der Aktivierung einer Aufnahme der äußere LED-Ring um die Kamera aktiviert und so eine aktive Aufnahme angezeigt.

## Kritik
Während Google Glass-Brillen für Außenstehende sehr leicht erkennbar waren, und Personen so einer Aufnahme aus dem Weg gehen konnten, wird kritisiert, dass Snaps Produkt eine getarnte Kamera ist. Daher lautet die Kritik: Während man einer Aufnahme mit einem Smartphone oder Google Glass durch das einfache Erkennen der Hardware aus dem Weg gehen kann, bieten die Spectacles die Möglichkeit, weitgehend unerkannt zu filmen. Zudem können die Aufnahmen nahezu zeitgleich ins Netz gestellt werden.